# Stéphane Fontaine
Pour les articles homonymes, voir Fontaine.
Stéphane Fontaine, né au XXe siècle, est un directeur de la photographie français. 

## Biographie
Stéphane Fontaine est l'assistant opérateur d'Éric Gautier jusqu'en 1999. Il a obtenu le César de la meilleure photographie à deux reprises pour des films de Jacques Audiard : en 2006 pour De battre mon cœur s'est arrêté et en 2010 pour Un prophète.

## Filmographie
- 1996 : Comment je me suis disputé... (ma vie sexuelle) (assistant) d'Arnaud Desplechin
- 1999 : Rien à dire (court-métrage) de Vincent Perez
- 2000 : Bronx-Barbès d'Éliane de Latour
- 2001 : Les Trois Théâtres (court-métrage documentaire) d'Emmanuel Bourdieu
- 2002 : La Vie nouvelle de Philippe Grandrieux
- 2003 : Léo, en jouant « Dans la compagnie des hommes » d'Arnaud Desplechin
- 2004 : Comme une image d'Agnès Jaoui
- 2005 : De battre mon cœur s'est arrêté de Jacques Audiard
- 2006 : Selon Charlie de Nicole Garcia
- 2006 : Je m'appelle Élisabeth de Jean-Pierre Améris
- 2007 : Talk to Me de Kasi Lemmons
- 2008 : Panique à Hollywood (What Just Happened) de Barry Levinson
- 2009 : Espion(s) de Nicolas Saada
- 2009 : Un prophète de Jacques Audiard
- 2010 : L'Autre Dumas de Safy Nebbou
- 2010 : Les Trois Prochains Jours (Three Next Days) de Paul Haggis
- 2011 : Un amour de jeunesse de Mia Hansen-Løve
- 2012 : De rouille et d'os de Jacques Audiard
- 2013 : Jimmy P. (Psychothérapie d'un Indien des Plaines) d'Arnaud Desplechin
- 2016 : Elle de Paul Verhoeven
- 2016 : Captain Fantastic de Matt Ross
- 2016 : Jackie de Pablo Larraín
- 2020 : Ammonite de Francis Lee
- 2022 : Revoir Paris d'Alice Winocour
- 2024 : Conclave d'Edward Berger

## Distinctions

### Récompenses
- 2006 : César de la meilleure photographie - De battre mon cœur s'est arrêté
- 2010 : César de la meilleure photographie - Un prophète

### Nomination
- 2013 : César de la meilleure photographie - De rouille et d'os